# Nicola Peccheneda
Nicola Peccheneda (Polla, 1725 – Polla, 4 novembre 1804) è stato un pittore italiano operante in Campania e Basilicata nella seconda metà del XVIII secolo.

## Biografia
V. Bracco, Polla. Linee di una storia, Polla, a cura del comune, ed. Cantelmi, Salerno 1976, A.C. in Il Cilento Ritrovato, La produzione artistica nell'antica Diocesi Capaccio, ed. Electa, Napoli 1990; N. Parlante, Nicola Peccheneda (Polla 1725- 1804), ed. Grafespres 1998; N. Parlante, Prime aggiunte al Nicola Peccheda in Rassegna Storica Salernitana, n.s., XX-2 dic. 2003, Laveglia editore, Salerno 2003; N. Parlante, Tra i Peccheneda di Polla. Documenti e ricerche, a cura del Comune, Polla 2012.

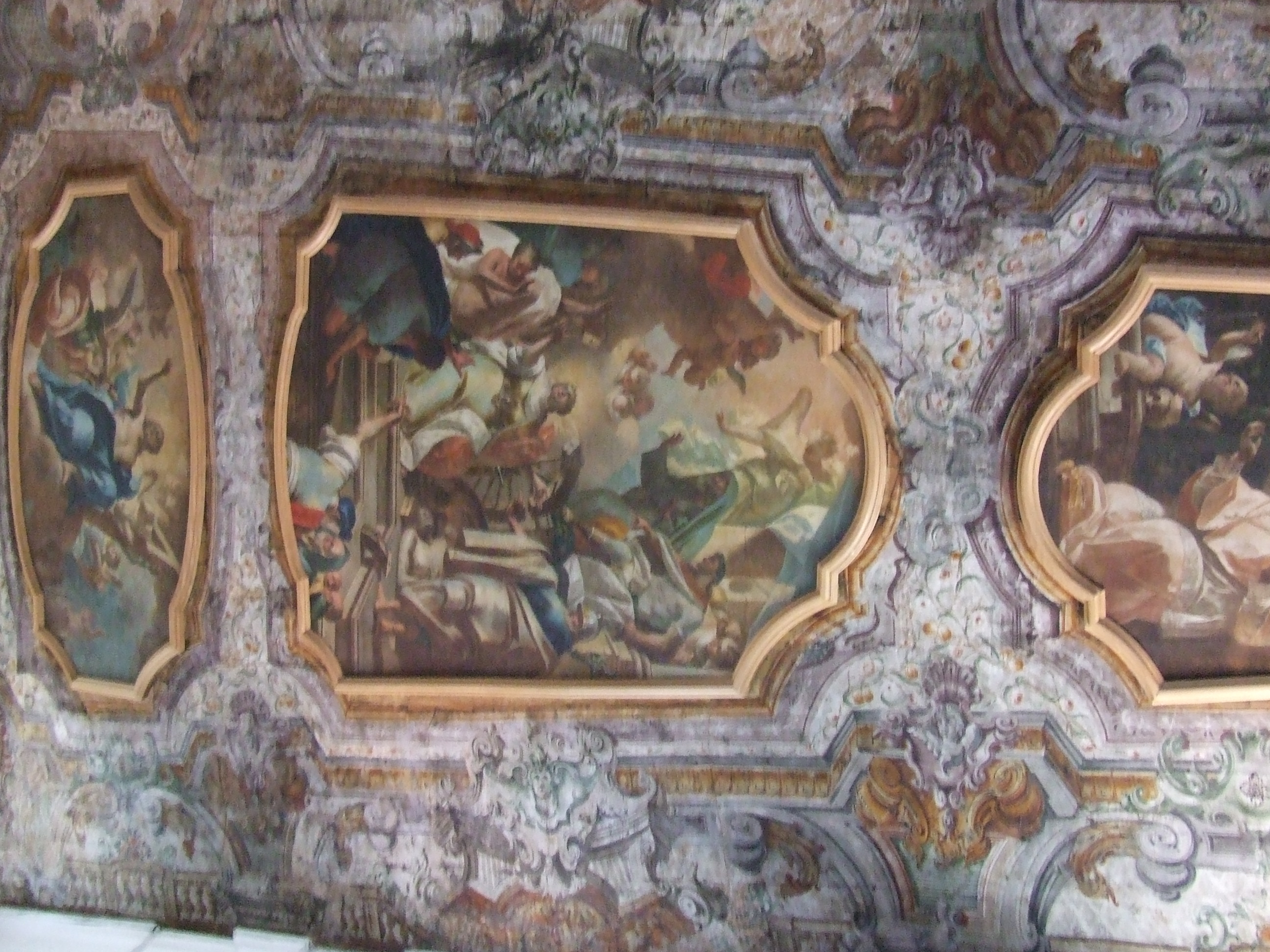
Soffitto della Chiesa di Santa Caterina in Caggiano

Formatosi in gioventù a Napoli  probabilmente nella bottega di Francesco De Mura, ritorna ben presto nella sua terra natale dove trova maggiori occasioni di espressione rispetto allo stile in voga nella capitale del Regno dominato in quegli anni da Francesco Solimena.
Le prime tracce della sua produzione originale sono state individuate in un quadro andato disperso del 1756: raffigurava San Donato di Ripacandida ed era destinato al convento di San Francesco di Auletta.
Nel mezzo secolo successivo numerose sono le opere che portano la sua firma o comunque riconducibili al Peccheneda. Nella fu capitale Napoli l'unica sua opera riscontrabile al giorno d'oggi è un Arcangelo Raffaele che ridona la vista al padre di Tobia nella Chiesa di Santa Brigida. Mentre il grosso della sua produzione è piuttosto sparsa in piccoli centri, come: Altavilla Silentina, Atena Lucana, Buccino, Caggiano, Giffoni Valle Piana, Marcianise, Padula, Petina, Polla, Romagnano al Monte, Sassano, Sant'Arsenio, Teggiano e Vibonati in Campania e Brienza, Brindisi di Montagna, Cirigliano, Maratea, Marsico Nuovo e Melfi in Basilicata.
Produsse sia singole pale d'altare che vasti cicli decorativi che decoravano intere chiese come nel caso delle chiese di Santa Maria dei Greci e Santa Caterina in Caggiano, di Santa Maria Maggiore in Sant'Arsenio, della Cattedrale di Melfi e della chiesa dell’Annunziata a Marcianise. Numerosissime sono inoltre le segnalazioni di opere del pittore desunte dagli inventari ottocenteschi.
Nel 1798 i cittadini di Polla lo elessero sindaco.